# Kurt Schirmer

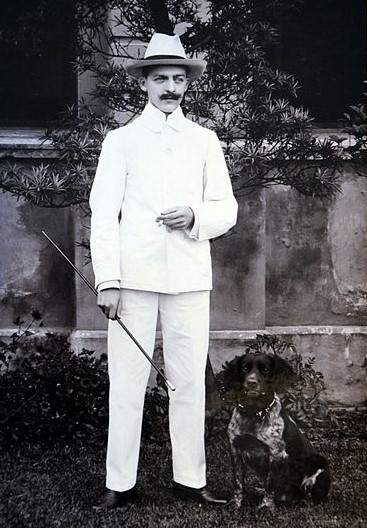
Kurt Schirmer als Vizekonsul in Shanghai (1908)

Kurt Schirmer (* 27. April 1877 in Breslau; † 3. August 1930 in Tsingtau) war ein deutscher Dolmetscher und Konsularbeamter in China.

## Leben
Kurt Schirmer war Sohn von Hermann Schirmer und dessen Ehefrau Marie Schirmer, geborene Podgorski. Der Vater († 1897) war Geheimer Kanzleirat im Kriegsministerium a. D. und zuletzt Subdirektor der Schlesischen Boden-Creditbank in Breslau.
Er studierte von 1896 bis 1900 Rechtswissenschaft an der Schlesischen Friedrich-Wilhelms-Universität und an der Friedrich-Wilhelms-Universität zu Berlin. 1896 wurde er Mitglied des Corps Lusatia Breslau. Nachdem er am 19. April 1901 die Erste juristische Staatsprüfung bestanden hatte, wurde er 1902 als Dolmetscher-Aspirant nach Peking entsendet und 1905 als Zweiter und 1907 als Erster Dolmetscher am Deutschen Generalkonsulat in Shanghai bestellt. Während eines halbjährigen Heimaturlaubs heiratete er 1913 in Düsseldorf Johanna Gödhart, Tochter des Direktors der Gebr. Goedhart AG. 1914 bestand er die Konsulatsprüfung. Anfang 1917 traf er Sun Yat-sen, als es darum ging, ob China Deutschland den Krieg erklären würde. Nachdem China im März 1917 die diplomatischen Beziehungen zu Deutschland abgebrochen hatte, kehrten die im diplomatischen Dienst Tätigen nach Deutschland zurück, Schirmer im Dezember 1917. Vom 25. Februar bis zum 31. Dezember 1918 war er Verwalter des Konsulats in Kristiansand. Seit dem 3. Februar 1919 im Auswärtigen Amt, wurde er am 12. April 1920 der deutschen Kommission zugeteilt, die unter Leitung von Herbert von Borch in Peking mit China über einen Friedensvertrag verhandeln sollte. Als Konsul traf Schirmer am 10. Juli 1920 in Peking ein. Nachdem im September 1920 ein Vorvertrag formuliert worden war, wurde die Deutsch-Chinesische Vereinbarung über die Wiederherstellung des Friedenszustandes am 20. Mai 1921 unterzeichnet. Seit Juli 1921 Konsul in Tsinanfu und am 11. April 1924 an die deutsche Gesandtschaft in Peking versetzt, wurde Schirmer am 21. Juni 1926 zum Konsul I. Klasse und zum Konsul (ab 14. August Generalkonsul) in Tsingtau ernannt. Schirmer starb am Biss eines tollwütigen Hundes.

## Ehrungen
- Drachen-Orden III. Klasse, 2. Stufe